# Costa Roja
Costa Roja és un Jaciment arqueològic a l'aire lliure al municipi de Sant Julià de Ramis (Gironès), declarat Bé cultural d'interès nacional en la categoria de Zona arqueològica.
Es tracta d'un jaciment probablement paleolític inferior.
El jaciment està situat al vessant sud de la muntanya, sobre els sediments vermells de tipus al·luvial dipositats durant el Terciari. És un lloc estratègic, amb control sobre dues planes, la confluència del Ter i el Terri i domini del congost. Es tracta d'una estació a l'aire lliure del Paleolític inferior (arcaic), situada a mà dreta de la carretera N-II.
Descobert per Santiago Serra, membre de l'Associació Arqueològica de Girona l'any 1980. S'hi recolliren 100 peces d'indústria lítica. L'arcaisme del conjunt ve determinat pel predomini d'instrument sobre còdol (74%) amb relació a la indústria sobre fragment o esclat (26%). El suport lític d'aquest material és de procedència local: Conglomerats terciaris de Costa Roja, vetes de quars incrustat i còdols fluvials del Ter. En les matèries primeres hi ha un fort predomini de quars (64%). Els grups morfològics més significatius són els "choppers", rascadores, epanelés, "chopping-tools" i poliedres, essent molt minoritaris els becs, osques, nuclis i discs. La tecnologia de talla està definida per la no presència de tècnica levalloisiana i el predomini d'esclats amb taló cortical no preparat. El percentatge de morfologia "chopper" i "chopping-tool" acosta als grups del Plistocè inferior i mitjà, mentre que la presència d’epanelés significa un desenvolupament de la tecnologia centrípeta pròpia del Míndel mitjà. Es tracta, doncs, d'un conjunt de característiques arcaiques i altres evolucionades dins del Paleolític inferior. Aquest fet situa el jaciment en un període de transició entre el Paleolític inferior arcaic evolucionat (700.000 i 500.000 anys), en el Plistocè inferior i inici del mitjà. L'únic indici de funcionalitat d'aquest conjunt es troba en la presència de còdols amb signes de percussió i ascles de petites dimensions, que podrien indicar la producció de la talla en aquest indret.